# Associazione Calcio Udinese 1929-1930
Questa pagina raccoglie le informazioni riguardanti l'Associazione Calcio Udinese nelle competizioni ufficiali della stagione 1929-1930.

## Stagione
Nella stagione 1929-1930 l'Udinese ha disputato il girone C del campionato di Prima Divisione. La squadra friulana ha vinto il campionato con 42 punti in classifica, 3 in più della SPAL di Ferrara seconda classificata, altra nobile decaduta, mostrando sul campo le qualità dell'undici plasmato da mister danubiano Eugen Payer. La vittoria del raggruppamento ha dato il diritto alla squadra friulana di disputare il secondo campionato della Serie B ed a disputare il quadrangolare finale con le vincitrici degli altri 3 gironi: battendo 3-1 il Palermo in finale si laurea campione nazionale di Prima Divisione, non un titolo di primo piano, ma comunque importante.

## Rosa
| N. |                   | Ruolo | Calciatore          |
| -- | ----------------- | ----- | ------------------- |
|    | Italia (bandiera) | C     | Asco Barbetti       |
|    | Italia (bandiera) | A     | Mario Bartesaghi    |
|    | Italia (bandiera) | D     | Gino Bellotto       |
|    | Italia (bandiera) | C     | Carlo Bonino        |
|    | Italia (bandiera) | P     | Bruno Cassetti      |
|    | Italia (bandiera) | D     | Ferdinando Dal Pont |
|    | Italia (bandiera) | A     | Walter D'Odorico    |
|    | Italia (bandiera) | C     | Oreste Dorigo       |
|    | Italia (bandiera) | A     | Annibale Frossi     |

| N. |                   | Ruolo | Calciatore      |
| -- | ----------------- | ----- | --------------- |
|    | Italia (bandiera) | C     | Pietro Gerace   |
|    | Italia (bandiera) | D     | Elio Loschi     |
|    | Italia (bandiera) | D     | Gino Magrini    |
|    | Italia (bandiera) | A     | Luigi Miconi    |
|    | Italia (bandiera) | C     | Umberto Modotti |
|    | Italia (bandiera) | A     | Plinio Palmano  |
|    | Italia (bandiera) | C     | Sisto Tavano    |
|    | Italia (bandiera) | A     | Pietro Vittorio |
|    | Italia (bandiera) | C     | Stelio Zilli    |

## Risultati

### Campionato

#### Girone di andata
| Arbitro: | Bertoli (Vicenza) |

|                       |           |                                 |
| Dorigo 10’ Miconi 50’ | Marcatori | 12’ Santogiovanni 48’ Benedetti |

| Arbitro: | Serra (Bologna) |

|  |           |                                   |
|  | Marcatori | 21’, 78’ Vittorio 81’, 86’ Miconi |

| Udine 20 ottobre 1929 3ª giornata | Udinese       | 0 – 0 referto | Pro Gorizia | Campo Sportivo del Littorio\| Arbitro: \| Bayer (Fiume) \| |
| Arbitro:                          | Bayer (Fiume) |               |             |                                                            |

| Arbitro: | Fornarelli (Bari) |

|            |           |                |
| Varoli 15’ | Marcatori | 49’ Bartesaghi |

| Arbitro: | Rubinato (Venezia) |

|                                                                       |           |                    |
| Miconi 2’, 63’ Bartesaghi 8’ Vittorio 20’, 88’ Dorigo 36’ Modotti 44’ | Marcatori | 71’ (rig.) Rossati |

| Carpi 10 novembre 1929 6ª giornata | Carpi               | 0 – 0 referto | Udinese | Campo Mario Papotti\| Arbitro: \| Casartelli (Milano) \| |
| Arbitro:                           | Casartelli (Milano) |               |         |                                                          |

| Arbitro: | Bertoli (Vicenza) |

|  |           |               |
|  | Marcatori | 5’ Bartesaghi |

| Arbitro: | Pagnin (Treviso) |

|                                         |           |  |
| Vittorio 1’, 55’ Modotti 24’ Miconi 43’ | Marcatori |  |

| Arbitro: | Tagliabue (Milano) |

|              |           |                       |
| Castorri 52’ | Marcatori | 72’ Loschi 88’ Dorigo |

| Arbitro: | Quilleri (Brescia) |

|                                             |           |                     |
| A. Barbieri 27’, 85’ Romani 65’, 72’ (rig.) | Marcatori | 70’, 72’ Bartesaghi |

| Arbitro: | Mangano (Milano) |

|                                    |           |              |
| Dorigo 43’ Loschi 67’ Vittorio 69’ | Marcatori | 10’ Busin II |

| 5 gennaio 1930 12ª giornata |  | – Turno di riposo UDINESE |  |  |

| Arbitro: | Scorzoni (Bologna) |

|                                                                  |           |             |
| Bartesaghi 13’, 65’ Vittorio 34’, 36’, 70’ Miconi 43’ Dorigo 55’ | Marcatori | 50’ Artioli |

| Arbitro: | Zelocchi (Modena) |

|                |           |  |
| Bartesaghi 55’ | Marcatori |  |

| Arbitro: | Turriti (Firenze) |

|  |           |            |
|  | Marcatori | 72’ Miconi |

#### Girone di ritorno
| Chiari 16 febbraio 1930 16ª giornata | Clarense | 2 – 0 referto | Udinese | Campo Sportivo |

| Arbitro: | Oblach (Trieste) |

|                |           |  |
| Bartesaghi 35’ | Marcatori |  |

| Arbitro: | Salvagno (Venezia) |

|  |           |           |
|  | Marcatori | 19’ Zilli |

| Arbitro: | Sansoni (Venezia) |

|                          |           |                                     |
| Bartesaghi 2’ Loschi 50’ | Marcatori | 11’ Varoli 42’ Zannoni 75’ Gramigna |

| Arbitro: | Tagliabue (Milano) |

|                                           |           |                   |
| Cassetti 9’ (aut.) Frascarolli 57’ (rig.) | Marcatori | 5’, 7’, 14’ Zilli |

| Arbitro: | De Jurco (Trieste) |

|                                                |           |            |
| Vittorio 8’, 16’, 54’ Zilli 23’ Bartesaghi 30’ | Marcatori | 4’ Caliumi |

| Arbitro: | Zorzi (Vicenza) |

|            |           |               |
| Loschi 24’ | Marcatori | 83’ Gravisi I |

| Ancona 13 aprile 1930 23ª giornata | Anconitana       | 3 – 1 referto | Udinese | Campo Sportivo\| Arbitro: \| Mazzarini (Roma) \| |
| Arbitro:                           | Mazzarini (Roma) |               |         |                                                  |

| Arbitro: | Girelli (Verona) |

|                                 |           |             |
| Loschi 3’ Miconi 24’ Gerace 35’ | Marcatori | 15’ Lolli I |

| Arbitro: | Dall'Era (Brescia) |

|                                       |           |            |
| Vittorio 3’ Bartesaghi 38’ Bonino 73’ | Marcatori | 37’ Romani |

| Thiene 4 maggio 1930 26ª giornata | Thiene | 0 – 0 referto | Udinese | Campo Sportivo |

| 18 maggio 1930 27ª giornata |  | – Turno di riposo UDINESE |  |  |

| Mantova 25 maggio 1930 28ª giornata | Mantova | 2 – 3 referto | Udinese | Stadio Settimio Leoni |

| Arbitro: | Sansoni (Venezia) |

|  |           |        |
|  | Marcatori | Miconi |

| Arbitro: | Salvagno (Trieste) |

|                                       |           |            |
| Modotti 10’ Miconi 80’ Zilli 83’, 88’ | Marcatori | 16’ Ghetti |

#### Finali
| Vicenza 29 giugno 1930 Semifinale - gara unica | Udinese | 2 – 0 referto | Derthona |  |

| Arbitro: | Bevilacqua (Viareggio) |

|                             |           |           |
| Modotti 28’, 82’ Miconi 78’ | Marcatori | 14’ Rossi |